# Ігнасі Ван дер Бремпт
Ігнасі Ван дер Бремпт (нід. Ignace Van Der Brempt, нар. 1 квітня 2002, Антверпен, Бельгія) — бельгійський футболіст, фланговий захисник австрійського клубу «Ред Булл». На умовах оренди грає за італійський клуб «Комо».

## Ігрова кар'єра

### Клубна
Ігнасі Ван дер Бремпт народився у місті Антверпен і перші кроки у футболі робив в академії місцевого клубу «Беєрсхот». Пізніше він грав у молодіжних командах клубів «Мехелен» та «Брюгге». Саме з останнім у квітні 2019 року футболіст підписав професійний контракт.
Першу гру в основі Ван дер Бремпт зіграв восени 2019 року. Також у складі «Брюгге» він брав участь у матчах групового турніру Ліги чемпіонів.
У січні 2022 року футболіст перейшов до австрійського клубу «Ред Булл». Сума трансферу становила 5 млн євро.
У липні 2023 року вирушив в оренду на один сезон до «Гамбурга».

### Збірна
З 2017 року Ван дер Бремпт захищає кольори юнацьких збірних Бельгії. У 2021 році він дебютував у молодіжній збірній Бельгії.

## Досягнення
Брюгге
 Чемпіон Бельгії (2): 2019/20, 2020/21
 Переможець Суперкубка Бельгії: 2021
Ред Булл
 Чемпіон Австрії (2): 2021/22, 2022/23
 Переможець Кубка Австрії: 2021/22